# Malargüe (departement)
Malargüe is een departement in de Argentijnse provincie Mendoza. Het departement (Spaans:  departamento) heeft een oppervlakte van 41.317 km² en telt 23.020 inwoners.

## Plaatsen in departement Malargüe
- Agua Escondida
- Malargüe
- Río Barrancas
- Río Grande